# Barlaeus Gymnasium
Das Barlaeus Gymnasium ist eine Schule in der Weteringschans in Amsterdam, deren Geschichte auf das Jahr 1342 zurückgeht, als sie als städtische Lateinschule Hoofdschool gegründet wurde. Sie heißt nach dem niederländischen Humanisten im 17. Jahrhundert Kaspar van Baerle (Casparus Barlaeus). Sie hat ungefähr 800 Schüler und 90 Lehrkräfte. Bekannt ist für seine breiten musikalischen und kulturellen Aktivitäten.
Es ist eines der fünf kategorialen selbständigen Gymnasien in Amsterdam, die ihre Schüler aussuchen dürfen; die anderen vier sind das Vossius Gymnasium (1926 wegen der vielen Schüler abgeteilt), das St. Ignatius Gymnasium, das 4e Gymnasium und das Cygnus Gymnasium. Es bietet einen klassischen Lehrplan, einschließlich Studien in Latein und Griechisch. Träger ist eine Stiftung Onderwijsstichting Zelfstandige Gymnasia (OSZG).

## Bekannte Schüler
- Julius Herman Boeke, Ökonom
- Frits Bolkestein, Politiker
- Els Borst, Medizinerin und Politikerin
- Eduard Douwes Dekker
- Simon Cornelis Dik, Sprachwissenschaftler
- Caro Emerald, Sängerin
- Daan Frenkel, Gewinner der Spinozapremie
- Hubertine Heijermans, Malerin
- Jérôme Heldring, Journalist des NRC Handelsblad
- Willem Frederik Hermans, Autor
- Xaviera Hollander, Callgirl
- Lucie Horsch, Musikerin
- Frits Korthals Altes, Politiker der VVD
- Martijn Krabbé, Moderator
- Reinbert de Leeuw, Musiker
- Carolina Henriette MacGillavry, Chemikerin
- Reina Prinsen Geerligs, Widerstandskämpferin
- Jacobus Revius, Dichter
- Joris Roelofs, Musiker
- Frits Staal, Philosoph
- Sophie van der Stap, Schriftsteller
- Robert Vuijsje, Schriftsteller